# September of My Years
September of My Years est un album de Frank Sinatra sorti en 1965.

## Liste des titres
| No  | Titre                         | Durée |
| --- | ----------------------------- | ----- |
| 1.  | The September Of My Years     | 3:12  |
| 2.  | How Old Am I?                 | 3:30  |
| 3.  | Don't Wait Too Long           | 3:04  |
| 4.  | It Gets Lonely Early          | 2:57  |
| 5.  | This Is All I Ask             | 3:03  |
| 6.  | Last Night When We Were Young | 3:33  |
| 7.  | The Man In The Looking Glass  | 3:25  |
| 8.  | It Was A Very Good Year       | 4:25  |
| 9.  | When The Wind Was Green       | 3:22  |
| 10. | Hello, Young Lovers           | 3:41  |
| 11. | I See It Now                  | 2:50  |
| 12. | Once Upon A Time              | 3:30  |
| 13. | September Song                | 3:30  |

## Récompenses
L'album remporte le Grammy de l'album de l'année en 1966.